# Панфилов, Максим Анатольевич
Макси́м Анато́льевич Панфи́лов (26 сентября 1968, Москва, СССР) — российский киноактёр, кинорежиссёр, сценарист и продюсер. Генеральный директор кинокомпании «Вера».Младший брат  режиссера Глеба Анатольевича Панфилова.

## Биография
Максим Панфилов родился 26 сентября 1968 года в Москве. В 1996 году закончил Высшие курсы сценаристов и режиссёров (мастерская В. Меньшова), в 1990 окончил актёрский факультет Театрального института им. Щукина. Прежде чем попробовать себя в качестве режиссёра, занимался театральными постановками и кинокомпании «Вера», в которой занимает должность генерального директора и продюсера.
В качестве режиссёра дебютировал в 2013 году с фильмом «Иван сын Амира». Премьера картины состоялась 5 июня 2013 года в рамках конкурсной программы 24 Открытого российского кинофестиваля «Кинотавр».

## Фильмография

### Актёр
- 2000 — Романовы. Венценосная семья — великий князь Михаил Александрович

### Режиссёр
- 2013 — Иван сын Амира

### Сценарист
- 2013 — Иван сын Амира

### Продюсер
- 2006 — В круге первом
- 2007 — Хранить вечно
- 2008 — Без вины виноватые
- 2013 — Иван сын Амира
- 2021 - Иван Денисович

## Награды
- 2013 — приз «За лучший сценарий», 37 Международный кинофестиваль в Монреале[1];
- 2013 — приз прессы — XI кинофестиваль «Московская премьера»;
- 2013 — приз зрительских симпатий, Кинофорум «Я и семья» (Москва);
- 2013 — Гран при Кинофестиваля российских фильмов «Липецкий выбор»;
- 2013 — приз за лучший дебют VI ВКФ кинофестиваля «Золотой Феникс»;
- 2014 — Серебряный приз «Цветы таежной надежды» фестиваля «Дух огня» (Ханты-Мансийск)[2].